# Bisdom San Bernardo
Het bisdom San Bernardo (Latijn: Dioecesis Sancti Bernardi) is een rooms-katholiek bisdom met als zetel San Bernardo, in Chili. Het bisdom is suffragaan aan het aartsbisdom Santiago de Chile. 

## Geschiedenis
Het bisdom werd opgericht op 13 juli 1987, uit delen van het aartsbisdom Santiago de Chile. 

## Parochies
Het bisdom had in 2020 een oppervlakte van 1.145 km2 en telde 938.200 inwoners waarvan 72,0% rooms-katholiek was.

## Bisschoppen
- Orozimbo Fuenzalida y Fuenzalida (13 juli 1987 - 10 oktober 2003)
- Juan Ignacio González Errázuriz (10 oktober 2003 - heden)

Santiago de Chile (aartsbisdom) · Linares · Melipilla · Rancagua · San Bernardo · San Felipe · Talca · Valparaíso